# نوار الساحلي
نوّار الساحلي، نائب في مجلس النواب اللبناني.

## ولادته
من مواليد الهرمل عام 1967 ميلادي.

## دراسته
حائز دبلوم حقوق من جامعة ليل ـ فرنسا ودبلوم حقوق من الجامعة اللبنانية.

## عمله
محام في التمييز.

## أسرته
متزوج وله أربع إناث وذكر

## في النيابة والسياسة
- تم انتخابه نائبا عن منطقة بعلبك و الهرمل(منطقة البقاع) عن المقعد الشيعي في العامين 2005 و 2009 ميلادي.
- عضو في كتلة (حزب الله النيابية) في البرلمان اللبناني